# سایشی برگشته بی‌واک
سایشی برگشته بیواک یک صامت است که در گفتار برخی از زبانهای جهان به کار می‌رود. نماد این همخوان در الفبای آوانگاری بین‌المللی ⟨ʂ⟩ است.